# مسجد چهارسوق بابل
مسجد چهارسوق بابل مربوط به دوره قاجار است و در بابل، خیابان امام خمینی، محله چهار سوق واقع شده و این اثر در تاریخ ۲۴ اسفند ۱۳۸۳ با شمارهٔ ثبت ۱۱۵۱۶ به‌عنوان یکی از آثار ملی ایران به ثبت رسیده است.